# Francisco Antônio Vieira Caldas
Francisco Antônio Vieira Caldas (Sergipe, 1846 — Fortaleza de Santa Cruz de Anhatomirim, 1894) foi um magistrado brasileiro.

## Biografia
Formado na Faculdade de Direito do Recife, casou-se com Maria Emília Wanderley.  É pai de Caldas Júnior, jornalista fundador do Correio do Povo, e de Orlando Wanderley Caldas, criador do método Wanderley de ensino, falecido em Minas Gerais. Logo após se formar, foi nomeado juiz e transferiu-se com sua família de Sergipe para Santo Antônio da Patrulha.
Político liberal, foi acusado caluniosamente pelo vigário da cidade, João de Oliveira Lima, de ter liderado passeatas violentas e arbitrarietades, mas foi absolvido.. Com a extinção da comarca local, foi transferido para São Sebastião do Caí, depois para Porto Alegre e finalmente para Desterro (atual Florianópolis). Em 1891 requereu habilitação para juiz de direito. Em 1892 foi nomeado para exercer, interinamente, e pelo prazo de 30 dias, o cargo de chefe de polícia; em 6 de janeiro de 1893 foi nomeado juiz de direito da comarca de São Bento, sendo chamado em fevereiro para exercer o cargo de chefe de polícia; no mesmo ano foi nomeado Desembargador do Tribunal da Relação, exonerado por resolução de 10 de abril de 1893 da chefia de polícia.
Amigo pessoal de Silveira Martins, o visitou na prisão, em Desterro, em 17 de novembro de 1889, sendo um seguidor de suas ideias. Deflagrada a Revolta da Armada,  foi nomeado um novo governo federalista, Caldas foi depois de algum tempo nomeado chefe de polícia. Vencida a revolução na cidade, foi confinado à Fortaleza de Santa Cruz de Anhatomirim. Lá o interventor militar na Província, o coronel Antônio Moreira César, mandou  fuzilar 185 presos políticos, incluindo Francisco Caldas.